# Mikel Bizkarra
Mikel Bizkarra Etxegibel (Mañaria, 21 agosto 1989) è un ciclista su strada spagnolo che corre per il team Euskaltel-Euskadi; è attivo in formazioni UCI dal 2011.

## Palmarès
- 2018 (Euskadi-Murias, una vittoria)

3ª tappa Vuelta a Aragón (Sabiñánigo > Cerler)

### Altri successi
- 2018 (Euskadi-Murias)

Classifica scalatori Vuelta a Aragón
- 2024 (Euskaltel-Euskadi)

Classifica scalatori Volta a la Comunitat Valenciana
- 2025 (Euskaltel-Euskadi)

Classifica scalatori Route d'Occitanie

## Piazzamenti

### Grandi Giri
- Vuelta a España

2018: 17º
2019: 48º
2021: 46º
2022: 28º
2024: 26º